# یودر ۶۲۴۳
سیارک ۶۲۴۳ (به انگلیسی: 6243 Yoder، نامگذاری:1990OT3) شش هزار و دویست و چهل و سومین سیارک کشف شده‌است که در ۲۷ ژوئیه ۱۹۹۰ کشف شد.
قدر مطلق سیارک برابر ۱۳٫۴۰ است.